# District d'amélioration de Kananaskis

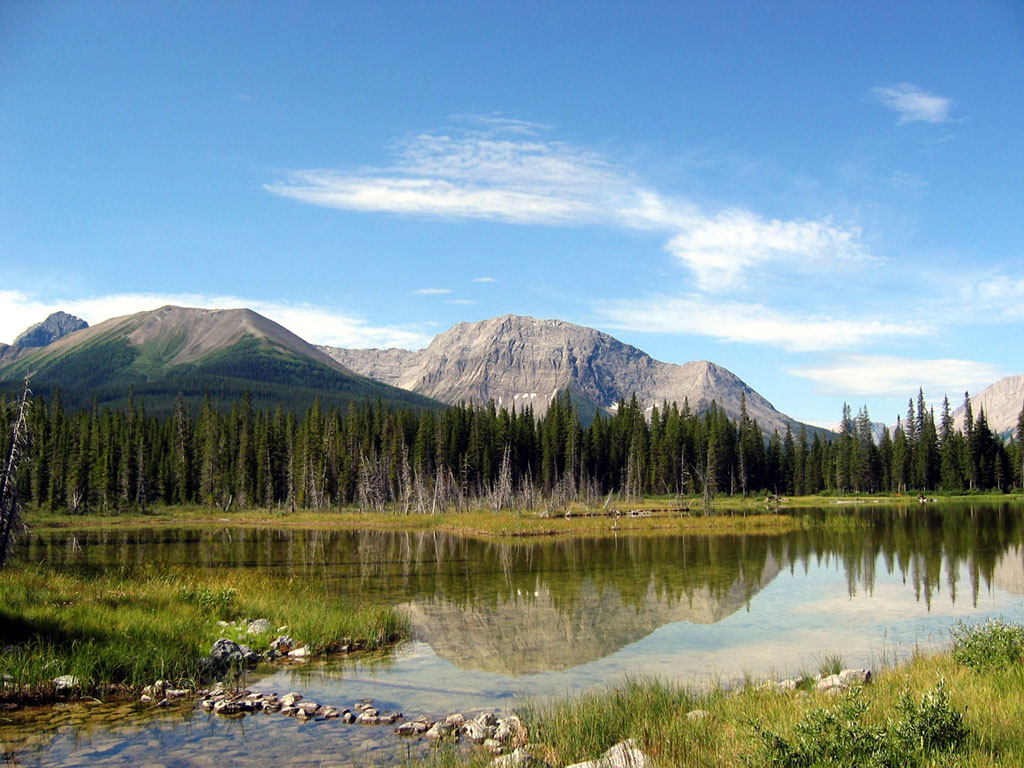
Paysage de Kananaskis.

Le District d'amélioration de Kananaskis est une communauté de la province d’Alberta (Canada) dont le nom est d’origine amérindienne. Elle compte environ 150 habitants et se situe au pied des Montagnes Rocheuses, à environ 100 kilomètres de Calgary.
Le site, qui abrite une abondante faune sauvage, est en grande partie protégé. On y observe une rareté : les aigles royaux dans leur migration vers le Mexique. Il est constitué de parcs naturels régionaux et de réserves protégées.
Kananaskis accueille le 28e sommet du G8 en 2002 et le 51e sommet du G7 en 2025.